# John Seward
El Dr. Jack Seward es un personaje ficticio de la novela de Bram Stoker de 1897, Drácula.
Del personaje John Seward de la novela original de Drácula, fueron inspirado el personaje Dr. Wilhelm Sievers para la película Nosferatu: Una sinfonía del horror de 1922 y su remake de 2024 Nosferatu.

## En la novela
Seward es el administrador de un hospital psiquiátrico, no muy lejos de Carfax, el primer hogar inglés del Conde Drácula. A lo largo de la novela, Jack Seward lleva a cabo entrevistas con su paciente Renfield, con el fin de conocer la naturaleza de la vida con psicosis. Como un psiquiatra, Seward disfruta de los mejores equipos de trabajo en su época, incluyendo el uso de un fonógrafo especial para grabar las entrevistas con sus pacientes y sus propias notas. Muchos capítulos de la novela consisten en las transcripciones de las grabaciones del Dr. Seward.
Él es el mejor amigo de Quincey Morris y Arthur Holmwood. Los tres le proponen matrimonio a Lucy Westenra el mismo día. Aunque Lucy rechaza la propuesta de matrimonio de Seward, su amor por ella se mantiene, y se dedica a su cuidado cuando de repente ella cae enferma.
Él llama a su mentor, Abraham Van Helsing, para que lo oriente sobre el misterioso padecimiento de Lucy, y más tarde ayudará a Seward a darse cuenta de que Lucy ha sido mordida por un vampiro y está condenada a convertirse en uno. Después de que ellos la destruyen y su alma puede ir al Cielo, Seward está decidido a destruir a Drácula. El epílogo de la novela menciona que Seward está felizmente casado.

## Adaptaciones
Seward suele aparecer en varias adaptaciones de Drácula, pero en una gran variedad de diferentes papeles. Muy a menudo suelen referirse a él como "Jack" Seward. El cambio más común es representarlo no como el pretendiente de Lucy, sino como su padre (o a veces también como el padre de Mina Harker). Esas representaciones incluyen: 
- Gustav Botz (como Dr. Sievers) en Nosferatu, el vampiro (1922)
- Herbert Bunston en Dracula (1931)
- José Soriano Viosca en Drácula (1931, versión en español)
- Charles Lloyd Pack en Drácula (1958)
- Paul Muller en Count Dracula (1970)
- Donald Pleasence en Dracula (1979)
- Harvey Korman en Dracula: Dead and Loving It (1995)
- Ralph Ineson en Nosferatu (2024) (como Dr. Wilhelm Sievers.)

En los últimos años la tendencia ha sido regresar al Dr. Seward a su papel en la novela como pretendiente de Lucy, en:
- Mark Burns en Count Dracula (1977)
- Richard E. Grant en Drácula, de Bram Stoker (1992)
- Matthew Johnson en Dracula: Pages from a Virgin's Diary (2002)
- Tom Burke en Dracula (2006)

En la producción radiofónica de 1938 del Mercury Theatre de  Dracula, el personaje de Seward se combinó con el de Arthur Holmwood y renombrado como Arthur Seward. Fue interpretado por Orson Welles, quien también interpretó a Drácula.

## Otras Apariciones
En la novela Anno-Dracula, Van Helsing falla y Drácula se convierte en el rey de Gran Bretaña, Seward se convierte en el asesino conocido como "Cuchillo de Plata", y sus objetivos son prostitutas vampiro que le recuerdan a Lucy.
En el cómic Dracula (Undressed) (1975) el Dr. Seward dirige el “Sanatorio para el Desposeído” y es padre de Lucy. Cuando él se rinde a la voluntad de Drácula, se convierte en el verdadero villano de la historia.
Seward aparece en  Drácula, el no muerto por Dacre Stoker y Ian Holt. Veinticinco años después de los acontecimientos que narra Bram Stoker en Drácula, Seward se ha vuelto adicto a la morfina y ha obsesionado con la destrucción de los muertos vivientes. En algún momento antes de los acontecimientos de la historia, Seward entra en contacto con el actor rumano Vladimir Basarab, quien lo ayuda en su cacería de la Condesa Isabel Bathory, una Vampiresa. Después de la persecución de Bathory y sus sirvientes de Marsella a París, Seward se enfrenta a los siervos de Bathory en París, sólo para ser asesinados por el carruaje que transporta a Bathory.
En la serie de Televisión Penny Dreadful, que combina elementos de muchas obras de literatura Victoriana, Patti LuPone interpreta a la Doctora Florence Seward, una versión femenina del personaje.